# Mikhail Khovanov
Mikhail Khovanov (russisch Михаил Гелиевич Хованов, deutsch Michail Gelijewitsch Chowanow; * 13. Januar 1972 in Moskau) ist ein russisch-US-amerikanischer Mathematiker, der sich mit Darstellungstheorie, algebraischer Topologie und Knotentheorie befasst.

## Leben
Khovanov studierte an der Lomonossow-Universität, wo er 1991 einen Abschluss machte. Er wurde 1997 bei Igor Frenkel an der Yale University promoviert (Graphical calculus, canonical bases and Kazhdan-Lusztig theory). Als Post-Doktorand war er zwei Jahre am Institute for Advanced Study und danach an der University of California, Davis. Er ist Professor an der Columbia University.
Ende der 1990er Jahre (damals war er an der University of California at Davis) führte er die Khovanov-Homologie von Links in die Knotentheorie ein, eine neue Knoteninvariante gewonnen durch Kategorifizierung des Jones-Polynoms. Während dieses für drei Dimensionen definiert war und hier nach Edward Witten eine Interpretation durch eine topologische Quantenfeldtheorie (Chern-Simons-Theorie) besitzt, lässt sich die Khovanov-Homologie durch topologische Quantenfeldtheorien in vier Dimensionen interpretieren. Khovanov-Homologie ist eines der erfolgreichsten Beispiele für das Verfahren der Kategorifizierung. Sie sind mit der Darstellungstheorie der Lie-Algebra {\displaystyle sl_{2}} verbunden und wurde von Khovanov und Lev Rozansky auch auf die {\displaystyle sl_{n}} entsprechenden Fälle erweitert (Khovanov-Rozansky-Homologie).
2006 war er Invited Speaker auf dem Internationalen Mathematikerkongress in Madrid (Link homology and categorification).
Seine Halbschwester Tanya Khovanova ist Mathematikerin am Massachusetts Institute of Technology.